# أغاراكافان
مدينة أغاراكافان (بالإنجليزية: Agarakavan) هي إحدى المدن التابعة لمقاطعة آراغاتسوتن في أرمينيا. يقدر عدد سكانها بـ 1066 نسمة حسب الإحصاء الذي جرى عام 2011.